# Natuurtuin De Robbert
Natuurtuin De Robbert je botanická zahrada u přírodní rezervace 'De Bundertjes' ve městě Helmond v Nizozemsku.
Robbert leží západně od okresu Eeuwsels na ulici Kemenadestraat. Malá oblast zahrnuje lesy s bažinami, louky, mokřady, jezírko a květinové a bylinkové zahrady. V zahradě je umístěno asi 13 včelstev. Včely jsou chovány profesionálními včelaři. Úl může být prostřednictvím vzdělávacího koridoru navštěvován návštěvníky po otevření zahrady. Zahrada je otevřena zdarma v sobotu dopoledne a od dubna do září každou třetí neděli v měsíci od jedné hodiny do pět hodin. Zahrada je často navštěvována školní skupinami, přírodovědci a nadšenci.